# NGC 2745
NGC 2745 ist eine linsenförmige Galaxie vom Hubble-Typ S0 im Sternbild Krebs auf der Ekliptik. Sie ist schätzungsweise 158 Millionen Lichtjahre von der Milchstraße entfernt und hat einen Durchmesser von etwa 20.000 Lichtjahren.

Im selben Himmelsareal befinden sich u. a. die Galaxien NGC 2744, NGC 2747, NGC 2749, NGC 2751.
Das Objekt wurde am 28. März 1864 von Albert Marth entdeckt.